# Aspidoniscus perplexus
Aspidoniscus perplexus là một loài chân đều trong họ Haploniscidae. Loài này được Menzies & Schultz miêu tả khoa học năm 1968.